# Judie Aronson
Judie Aronson, właśc. Judith M. Aronson (ur. 7 czerwca 1964 w Los Angeles) – amerykańska aktorka.
Studiowała na Uniwersytecie Kalifornijskim.

## Filmografia

### Filmy
- 2013: Crystal Lake Memories: The Complete History of Friday the 13th jako ona sama
- 2009: His Name Was Jason: 30 Years of Friday the 13th jako ona sama
- 2006: We Fight to Be Free jako Emily Chamberlayne
- 2005: Kiss Kiss Bang Bang jako doręczycielka
- 2001: Hannibal jako reporterka
- 2000: Famous jako Liz
- 2000: Misja do wnętrza Ziemi jako Lilly
- 1992: Pustynny Jastrząb jako Claudia Valenti
- 1990: Chłodny odcień błękitu jako Cathy
- 1989: Wagon sypialny jako Kim
- 1985: Dziewczyna z komputera jako Hilly
- 1985: Amerykański ninja jako Patricia Hickock
- 1984: Piątek, trzynastego IV: Ostatni rozdział jako Samantha

### Seriale
- 2003-2008: Las Vegas jako Cheryl Bullock
- 2001–2002: Prawnicy z Centre Street jako pani Seidenman
- 2001: Prawo i porządek: Zbrodniczy Zamiar jako Valerie
- 1995: The Pursuit of Happiness jako Sara Duncan
- 1995: JAG – Wojskowe Biuro Śledcze jako dziewczyna
- 1994−1997 Wysoka fala jako Courteney Robbins
- 1991–1999: Jedwabne pończoszki
- 1991–1994: Roc jako Nancy
- 1990–2000: Beverly Hills, 90210 jako Shelly
- 1989–1990: Siostra Kate
- 1989–1993: Dzień za dniem jako Phoebe
- 1988–1991: Midnight Caller jako Cassie Douglas
- 1987–1995: Pełna chata jako Raven
- 1986-1988: Sledge Hammer! jako Francine Flambo
- 1985–1992: Dzieciaki, kłopoty i my jako Cindy
- 1984–1990: Charles in Charge jako Luanne
- 1983: The Powers of Matthew Star jako Lisa